# 宝丹酮十一烯酸酯
宝丹酮十一烯酸酯（英語：或）是一种人工合成的雄激素酯和同化類固醇（AAS），可看做宝丹酮的17β十一烯酸酯，商品名有：Equipoise、Parenabol等。目前主要用作兽医学药物，大部分给马使用。